# Kroszyńscy
Kroszyńscy – ród kniaziowski (książęcy) pochodzenia litewskiego, który wziął swoje nazwisko od majątku Kroszyn w Powiecie nowogródzkim.
Jan Tęgowski widzi w kniaziach Kroszyńskich potomków Giedymina, przy czym ich bezpośrednim przodkiem był najprawdopodobniej wnuk tegoż dynasty - książę Andrzej Olgierdowicz. Kroszyńscy byli związani z Ziemią Smoleńską. Przenieśli się tam po odebraniu im ich rodowego gniazda w następstwie poparcia, którego udzielili Świdrygielle - młodszemu bratu króla Władysława Jagiełły w trakcie walk o władzę na Litwie z Zygmuntem Kiejstutowicem.
Ostatni znani przedstawiciele książęcego rodu Kroszyńskich zostali wraz z matką skazani na banicję w 1683 r. .
Wprawdzie według "Słownika nazwisk współcześnie w Polsce używanych" prof. K. Rymuta w 1998 r. żyły w Polsce 3 osoby noszące nazwisko Kroszyński ciężko jednakże stwierdzić czy są one potomkami historycznego rodu książąt Kroszyńskich.